# Bemahatazana (Bongolava)
Bemahatazana is een plaats en gemeente in Madagaskar gelegen in het district Tsiroanomandidy van de regio Bongolava. Er woonden bij de volkstelling in 2001 ongeveer 18.000 mensen.
In de plaats is basisonderwijs beschikbaar. 95% van de bevolking is landbouwer. Het belangrijkste gewas is rijst, maar er wordt ook mais en cassave verbouwd. 5% van de bevolking is werkzaam in de dienstensector.